# Connie Mack IV
Pour les articles homonymes, voir Mack.
Cornelius Harvey McGillicuddy IV, dit Connie Mack IV, né le 12 août 1967 à Fort Myers (Floride), est un homme politique américain.
Membre du Parti républicain, il est représentant de la Floride au Congrès des États-Unis de 2005 à 2013. Il remporte la nomination républicaine au Sénat des États-Unis pour les élections de 2012, mais est battu par le sortant Bill Nelson. Il est le fils de l'ancien sénateur Connie Mack III.

## Origines et jeunesse
Connie Mack est le fils de Connie Mack III, représentant de Floride à la Chambre de 1983 à 1989 puis sénateur de Floride entre 1989 et 2001 et de Priscilla Hobbs, militante de la lutte contre le cancer. Connie Mack IV est aussi l'arrière-petit-fils de Connie Mack, le légendaire manager des Philadelphia Athletics, une équipe de baseball, ainsi que l'arrière-petit-fils de Morris Sheppard, représentant puis sénateur du Texas et principal artisan des lois sur la prohibition.
En 1993, Connie Mack IV obtient un Bachelor of Science de l'université de Floride. Il travaille dans le marketing et l'organisation d'événements.

## Carrière politique
En 2000, la républicaine Debby Sanderson, représentante du 91e district (autour de Fort Lauderdale) à la Chambre des représentants de Floride, est candidate au Sénat de l'État. Mack est le candidat républicain pour la remplacer comme représentant du 91e district. Il bat le candidat démocrate Kevin Rader par 56 % des voix contre 44 %, et est réélu en 2002 avec 79 % des voix.
En 2003, Porter Goss, représentant du 14e district (autour de Fort Myers) à la Chambre des représentants des États-Unis annonce son intention de ne pas se représenter l'année suivante. Mack démissionne de son poste de représentant et déménage dans le 14e district, ancien district de son père, pour pouvoir se présenter à l'investiture républicaine. Mack remporte de peu (36 %) l'investiture du parti et beaucoup plus facilement (68 %) l'élection, dans un district fortement républicain. Mack est investi en 2005 et réélu en 2006, 2008 et 2010.
En mars 2011, il annonce son intention de ne pas se présenter à l'élection sénatoriale de 2012 contre Bill Nelson, le sénateur démocrate. En octobre 2011, Mack change d'avis et annonce qu'il se présente à l'investiture républicaine. Mack, soutenu par les grands noms du parti, obtient l'investiture républicaine en battant Dave Weldon, Mike McCalister et Marielena Stuart lors de la primaire républicaine avec 58,7 % des voix. Mack n'arrive pas à inquiéter Nelson lors de la campagne et il est largement battu lors de l'élection sénatoriale avec 42,3 % des voix contre 55,2 % à Nelson.
En 2013, il quitte la Chambre des représentants pour devenir lobbyiste. Son siège est alors repris par les démocrates.

## Vie privée
Connie Mack IV se marie en 1996 et divorce en 2006. Il a deux enfants de son premier mariage (Addison Mack et Connie Mack V). Mack se remarie en 2007 à Mary Bono Mack, représentante du 45e district de Californie et ancienne femme de Sonny Bono.